# Lebanon Valley Brewing Company
Die Lebanon Valley Brewing Company war eine US-amerikanische Brauerei in Lebanon, die 1856 gegründet und 1959 geschlossen wurde.

## Geschichte

### Gründung bis Firmenanmeldung
Die Geschichte der Lebanon Valley Brewing Company beginnt mit der Gründung der Hartman Brewery an der North 7th Street in Lebanon im Jahr 1852. Gründer war der deutsche Auswanderer Henry Hartman. Bis zur offiziellen Anmeldung als Lebanon Brewing Company wurde die Brauerei von verschiedenen Unternehmern geführt:
- 1856 – 1871: Gründung der Brauerei und Leitung durch Henry Hartman.
- 1871 – 1. April 1878: Kauf der Brauerei und Leitung durch John Yost Jr.
- 1. April 1878 – 23. Oktober 1878: Kauf der Brauerei und Leitung durch Christopher Ganster, Umbenennung in Lebanon Brewery.
- 23. Oktober 1878 – 1879: Miete der Brauerei und Leitung durch Franz Anthony Seubert.
- 1879 – 11. Februar 1881: Erneute Leitung der Brauerei durch Christopher Ganster.
- 11. Februar 1881 – 1. Dezember 1883: Kauf der Brauerei und Leitung durch Moses R. Graeff und Sally Ann Graeff.
- Ab 1. Dezember 1883: Kauf der Brauerei und Leitung durch George C. Ehrhorn und Siegried Siebert.

Im Jahr 1884 leitete Siebert die Brauerei als Präsident, George Ehrhorn nahm die Position des Managers ein. Drei Jahre später wurde das Unternehmen offiziell als Lebanon Brewing Company angemeldet.

### Jahrhundertwende bis Prohibition
1893 markierte einen erneuten Besitz- und Personalwechsel für das Unternehmen. Ehrhorn verließ das Unternehmen, um eine Brauerei in York zu gründen. H. Joseph Walters übernahm Ehrhorns Amt als Manager. Der Jahresausstoß der Brauerei betrug zu dieser Zeit rund 7000 Barrel. Im selben Jahr übernahmen die Geschäftsleute John W. Hartman und Henry L. Arnold die Brauerei und benannten sie in New Lebanon Brewing Company um. Unter ihnen wurde der Jahresausstoß bald verdoppelt.
Bis zur Verabschiedung der Prohibitionsgesetze im Jahr 1920 produzierte die New Lebanon Brewing Company Exportbier, Cream Ale und Porter. Bis 1924 wurde noch alkoholreduziertes Leichtbier („near beer“) hergestellt, dann jedoch der Braubetrieb vollständig eingestellt.

### Wiedereröffnung und Niedergang
Ab Juli 1933 wurde die Produktion unter dem neuen Firmennamen Lebanon Valley Brewing Company wieder aufgenommen. Jacob Kozloff wurde neuer Präsident. Unter ihm wurde der höchste Jahresausstoß der Lebanon Valley Brewing Company, 45.000 Barrel, erreicht.
Unter dem Druck durch die American Federation of Labor, die Löhne der Brauereiarbeiter zu erhöhen, und der damit verbundenen Androhung von Arbeitsstreik musste die Lebanon Valley Brewing Company am 15. März 1959 schließen. Alle Marken und Rechte der Brauerei wurden durch die Eagle Brewing Company aufgekauft, die Anlagen anderweitig verkauft.
Die Gebäude der Brauerei wurden nicht abgerissen und können heute noch gesehen werden.